# Gary F. Longman Memorial Trophy
Il Gary F. Longman Memorial Trophy è stato un premio annuale assegnato dal 1961 al 2001 dall'International Hockey League al miglior rookie della lega, selezionato dagli allenatori. Prima del 1968 il premio era noto con il nome di Leading Rookie Award.

## Vincitori
| Leading Rookie Award            | Leading Rookie Award | Leading Rookie Award    |
| Stagione                        | Giocatore            | Squadra                 |
| ------------------------------- | -------------------- | ----------------------- |
| 1961-62                         | Dave Richardson      | Fort Wayne Komets       |
| 1962-63                         | John Gravel          | Omaha Knights           |
| 1963-64                         | Don Westbrooke       | Toledo Blades           |
| 1964-65                         | Bob Thomas           | Toledo Blades           |
| 1965-66                         | Frank Golembrosky    | Port Huron Flags        |
| 1966-67                         | Kerry Bond           | Columbus Checkers       |
| Gary F. Longman Memorial Trophy |                      |                         |
| Stagione                        | Giocatore            | Squadra                 |
| 1967-68                         | Gary Ford            | Muskegon Mohawks        |
| 1968-69                         | Doug Volmar          | Columbus Checkers       |
| 1969-70                         | Wayne Zuk            | Toledo Blades           |
| 1970-71                         | George Agar          | Flint Generals          |
| 1970-71                         | Herb Howdle          | Dayton Gems             |
| 1971-72                         | Glenn Resch          | Muskegon Mohawks        |
| 1972-73                         | Danny Gloor          | Des Moines Capitols     |
| 1973-74                         | Frank DeMarco        | Des Moines Capitols     |
| 1974-75                         | Rick Bragnalo        | Dayton Gems             |
| 1975-76                         | Sid Veysey           | Fort Wayne Komets       |
| 1976-77                         | Garth MacGuigan      | Muskegon Mohawks        |
| 1976-77                         | Ron Zanussi          | Fort Wayne Komets       |
| 1977-78                         | Dan Bonar            | Fort Wayne Komets       |
| 1978-79                         | Wes Jarvis           | Port Huron Flags        |
| 1979-80                         | Doug Robb            | Milwaukee Admirals      |
| 1980-81                         | Scott Vanderburgh    | Kalamazoo Wings         |
| 1981-82                         | Scott Howson         | Toledo Goaldiggers      |
| 1982-83                         | Tony Fiore           | Flint Generals          |
| 1983-84                         | Darren Jensen        | Fort Wayne Komets       |
| 1984-85                         | Gilles Thibaudeau    | Flint Generals          |
| 1985-86                         | Guy Benoit           | Muskegon Lumberjacks    |
| 1986-87                         | Michel Mongeau       | Saginaw Hawks           |
| 1987-88                         | Ed Belfour           | Saginaw Hawks           |
| 1987-88                         | John Cullen          | Flint Spirits           |
| 1988-89                         | Paul Ranheim         | Salt Lake Golden Eagles |
| 1989-90                         | Rob Murphy           | Milwaukee Admirals      |
| 1990-91                         | Nelson Emerson       | Peoria Rivermen         |
| 1991-92                         | Dmitrij Kvartal'nov  | Kansas City Blades      |
| 1992-93                         | Michail Štalenkov    | Milwaukee Admirals      |
| 1993-94                         | Radek Bonk           | Las Vegas Thunder       |
| 1994-95                         | Tommy Salo           | Denver Grizzlies        |
| 1995-96                         | Konstantin Šafronov  | Fort Wayne Komets       |
| 1996-97                         | Sergej Samsonov      | Detroit Vipers          |
| 1997-98                         | Todd White           | Indianapolis Ice        |
| 1998-99                         | Marty Turco          | Kalamazoo Wings         |
| 1999-00                         | Nils Ekman           | Long Beach Ice Dogs     |
| 2000-01                         | Brian Pothier        | Orlando Solar Bears     |